# Persea laevifolia
Persea laevifolia är en lagerväxtart som beskrevs av Van der Werff. Persea laevifolia ingår i släktet avokador, och familjen lagerväxter. Inga underarter finns listade i Catalogue of Life.